# Anexechona
Anexechona is een monotypisch mosdiertjesgeslacht uit de familie van de Exechonellidae en de orde Cheilostomatida. De wetenschappelijke naam ervan is in 1950 voor het eerst geldig gepubliceerd door Osburn.

## Soort
- Anexechona ancorata Osburn, 1950